# 암면 미술

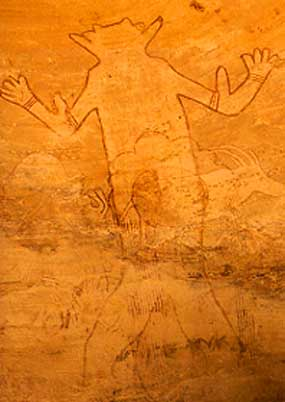
〈세파르의 위대한 낚시의 신〉(The Great Fishing God of Sefar), 지구상 가장 오래된 그림 중 하나.

암면미술(巖面美術, 프랑스어: art rupestre, 영어: rock art)은 암벽이나 암괴에 그리거나 새겨진 채화(彩畫), 각화(刻畵), 부조를 일컫는다.
동굴 암벽에 행한 채화·각화(동굴벽화)와 암굴부조(暗窟浮彫)는 유럽 구석기시대 후기의 프랑코 칸타브리아 지방 미술에 국한된다.
암굴채화는 레반트 미술, 사하라 미술, 부시맨 미술, 인도 선사미술, 오스트레일리아 미술 등에 나타나며 암굴·암면·암괴의 각화는 미국의 네바다나 동캘리포니아, 페루, 칠레, 볼리비아, 중국 감숙성, 한국, 오만, 시리아 등 세계 각지에서 발견된다.
또한 뉴기니 인이나 서아프리카의 도곤족처럼 현존 부족민에 의해서도 암굴채화가 그려지고 있다.
채화의 안료로는 철산화물, 망간산화물, 석회석, 목탄 등에서 얻어진 황, 적, 갈, 흑, 백색 등으로 청색 계통은 없다.
각화에는 선(線)각화와 고타법(敲打法)에 의한 방법 등이 있다.